# Hideto Takahaši
Hideto Takahaši (japonsko 高橋 秀人), japonski nogometaš, * 17. oktober 1987.
Za japonsko reprezentanco je odigral 7 uradnih tekem.